# Центральный (стадион, Житомир)
Житомирский центральный стадион — многофункциональная спортивная арена в городе Житомир, открытая в 1951 году. С 2002 года находился в аварийном состоянии. Стадион пребывал на реконструкции с 2005 года, открыт весной 2021 года. Вмещает 5928 зрителей.
С 1959 по 2005 год был домашней ареной футбольного клуба «Полесье». После расформирования клуба в следующем сезоне 2005/2006 на стадионе выступали ОФК «Житичи» и МФК «Житомир». После завершения реконструкции на стадион вновь переехала восстановленная команда «Полесье».

## История

### Советское время
Стадион построили в 1951 году на месте старого футбольного поля методом народной стройки под руководством заместителя председателя облисполкома Василия Удовицкого. В строительстве принимали участие практически все предприятия. На стадионе построили футбольное поле, беговые дорожки, трибуну, раздевалку, билетную кассу и контору. Зимой футбольное поле заливали под каток.
Первая реконструкция стадиона была в 1959 году. С этого времени здесь начала выступления футбольная команда «Авангард». По случаю Олимпийских игр стадион реконструирован в 1980 году, в частности, достроены восточную, северную и южную трибуны, что значительно расширило вместимость арены.

### Упадок и реконструкция
Стадион постепенно приходит в упадок в 90-е годы. 1998 аварийной признано восточную трибуну. Северная и южная трибуны аварийные с 2002 года. У владельцев клуба «Полесье» не было средств на реконструкцию, поэтому стадион в 2005 году передано в коммунальную собственность. С этого времени председателя ОГА неоднократно анонсировали реконструкцию главной арены области, но стадион продолжал разрушаться.
О начале реконструкции было объявлено в 2011 году. Планировалось провести ремонт западной трибуны, которая не была аварийной. В декабря 2013 года торжественно открыт обновленный легкоатлетический манеж, который находится под трибуной. Из-за отсутствия гидроизоляции трибуны манеж начал разрушаться. В 2015 году продолжена реконструкция западной трибуны, был проведен ремонт наружной части и установлены пластиковые сиденья. Летом 2016 снесено аварийные трибуны, таким образом на стадионе осталась только восстановлена западная трибуна. В ноябре 2017 объявлено, что на стадионе будет установлена система автоматического полива поля, подогрев поля, освещение, информационное табло и накрутить западной трибуны. В связи с этим открытие стадиона отложили на 2018год.

### Смета
Планы по реконструкции Житомирского стадиона относятся к началу 2005 года. Губернаторы, менялись с 2005 года и до сих пор меняли смету и компании исполнителей. В 2013 году с компанией «Артхаус» был подписан договор на 11400000 гривен для реконструкции западной трибуны. Затем, в 2015 году, им выделили ещё 3 миллиона, а в 2016 году дополнительные 8500000. В то время, для реконструкции футбольного поля и благоустройства территории в июня 2016 года на открытых торгах с предложением в 7,68 миллиона гривен победила компания исполнитель «Элитстрой-1». В декабре того же года с ними подписали ещё одно соглашение на 18000000 гривен, но процедура исключала проведения торгов. Эта необходимость была обусловлена "необходимостью осуществить дополнительную закупку у того же исполнителя работ с целью унификации, стандартизации и обеспечения совместимости с ранее выполненными работами". В декабря 2017 года «Элитстрой-1» получили ещё 58000000, как и в предыдущий раз, отсутствовала процедура проведения открытых торгов. Директор департамента градостроительства Житомирской ОГА Роман Щебетова объяснил этот шаг тем, что «такие дозакупку обусловлены тем, что при строительстве приходится» догонять «требования спортивных федераций и потребности спортсменов и корректировать проект в процессе».
5 сентября 2019 председатель Житомирской облгосадминистрации Виталий Бунечко собрал совещание, где обсуждал проблемы своевременной реконструкции стадиона «Полесье». По его словам если в 2016 году смета составляла 7 млн грн, то в 2019 году он достиг размера — 152 млн грн. Нерешенным остался вопрос сроков завершения реконструкции и окончательной сметы. Представитель подрядчика Денис Болейко пообещал увеличить количество рабочих на объекте и успеть завершить работы до конца 2019 года. По стоимости, то конкретные цифры остались неизвестными. Проектанты объяснили: чтобы посчитать окончательную смету им нужно около месяца. В это время кандидат на должность заместителя председателя Житомирской ОГА Наталья Остапченко подчеркивала, что принципиальным является актуальность завершить это строительство до конца года, ведь со следующего года дотации со стороны государства станут невозможными, а все финансовое бремя ляжет на областной бюджет.
16 октября председатель Житомирской облгосадминистрации Виталий Бунечко во время пресс конференции публично обратился к правоохранительным органам с призывом проверки возможного хищения бюджетных средств при реконструкции центрального стадиона «Полесье». Также он отметил, что из-за отсутствия проекту подрядчик не может продолжать работы на объекте. А это ставит под сомнение открытие спортивного сооружения в 2019 году.
Реконструкция первой очереди стадиона «Полесье» завершена в 2020 году в рамках программы Президента «Большое строительство». В частности, отремонтированы легкоатлетическое ядро, футбольное поле и трибуны. Общая стоимость работ на стадионе составляет 167 млн грн.

## Галерея

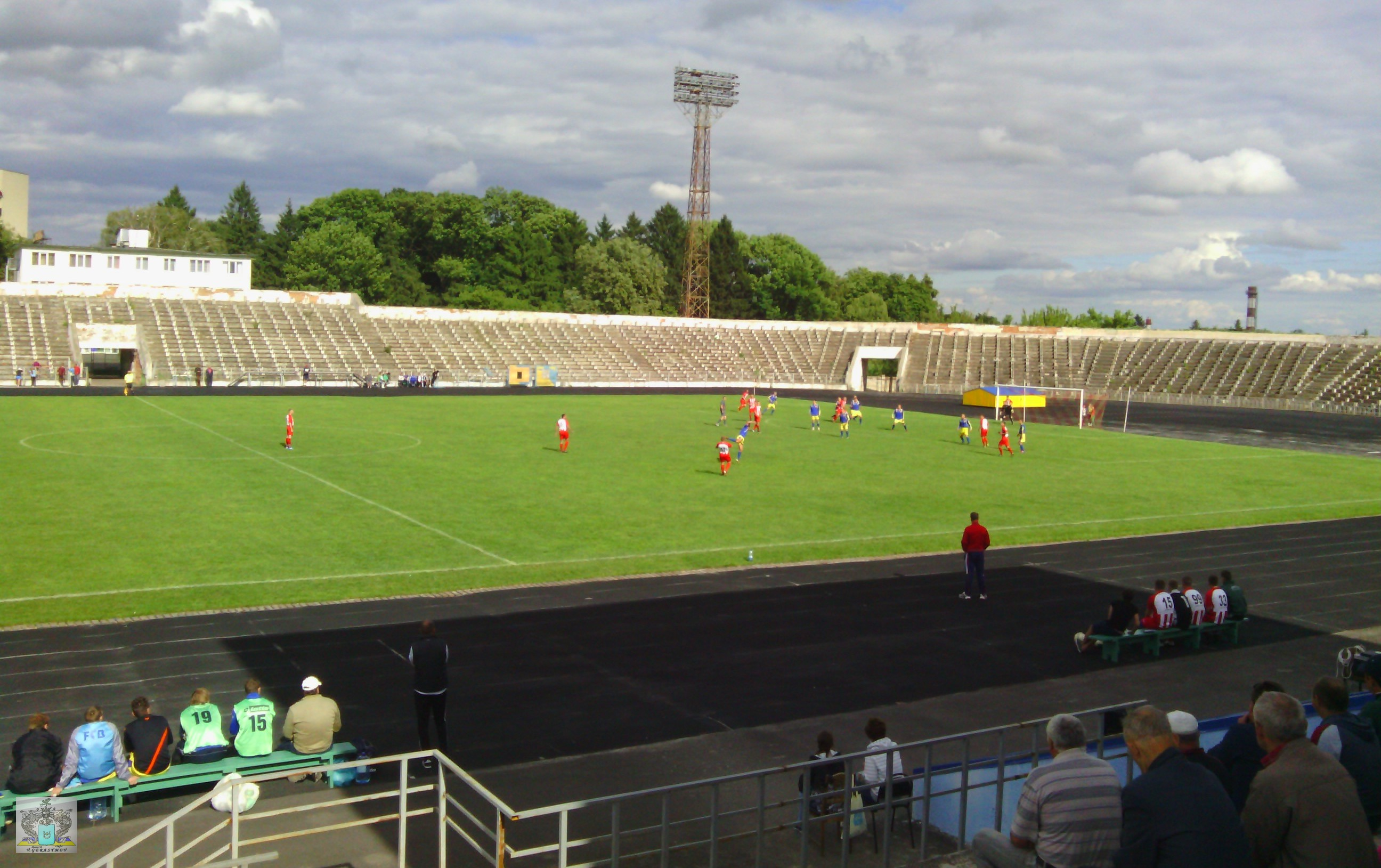
Восточная и южная трибуны
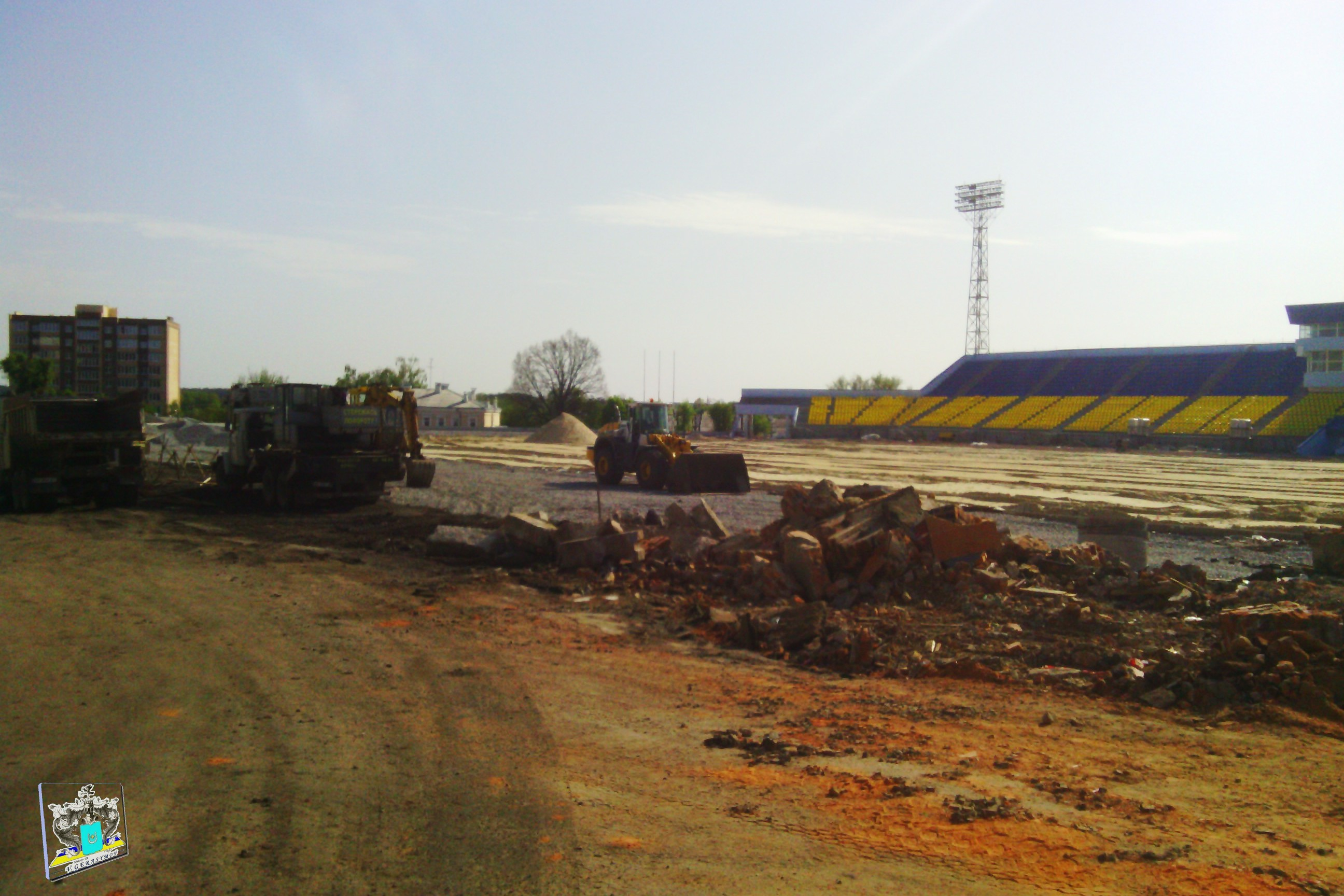
Стадион после сноса аварийных трибун
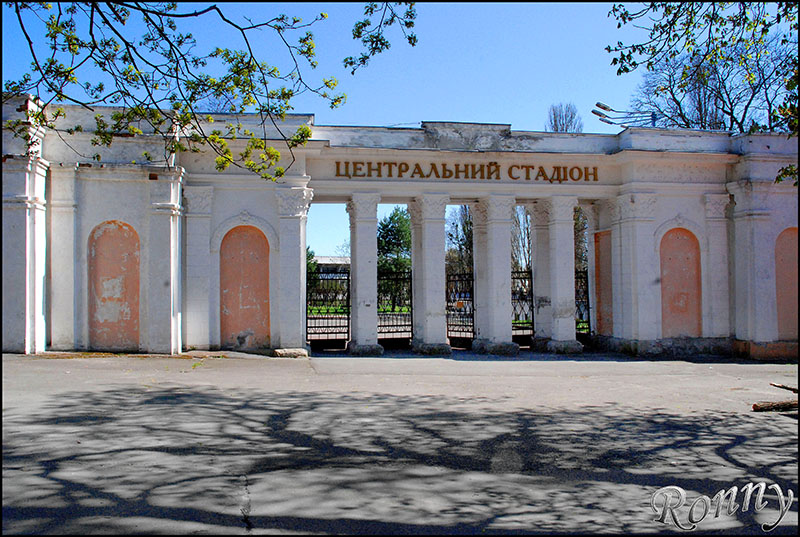
Входная арка
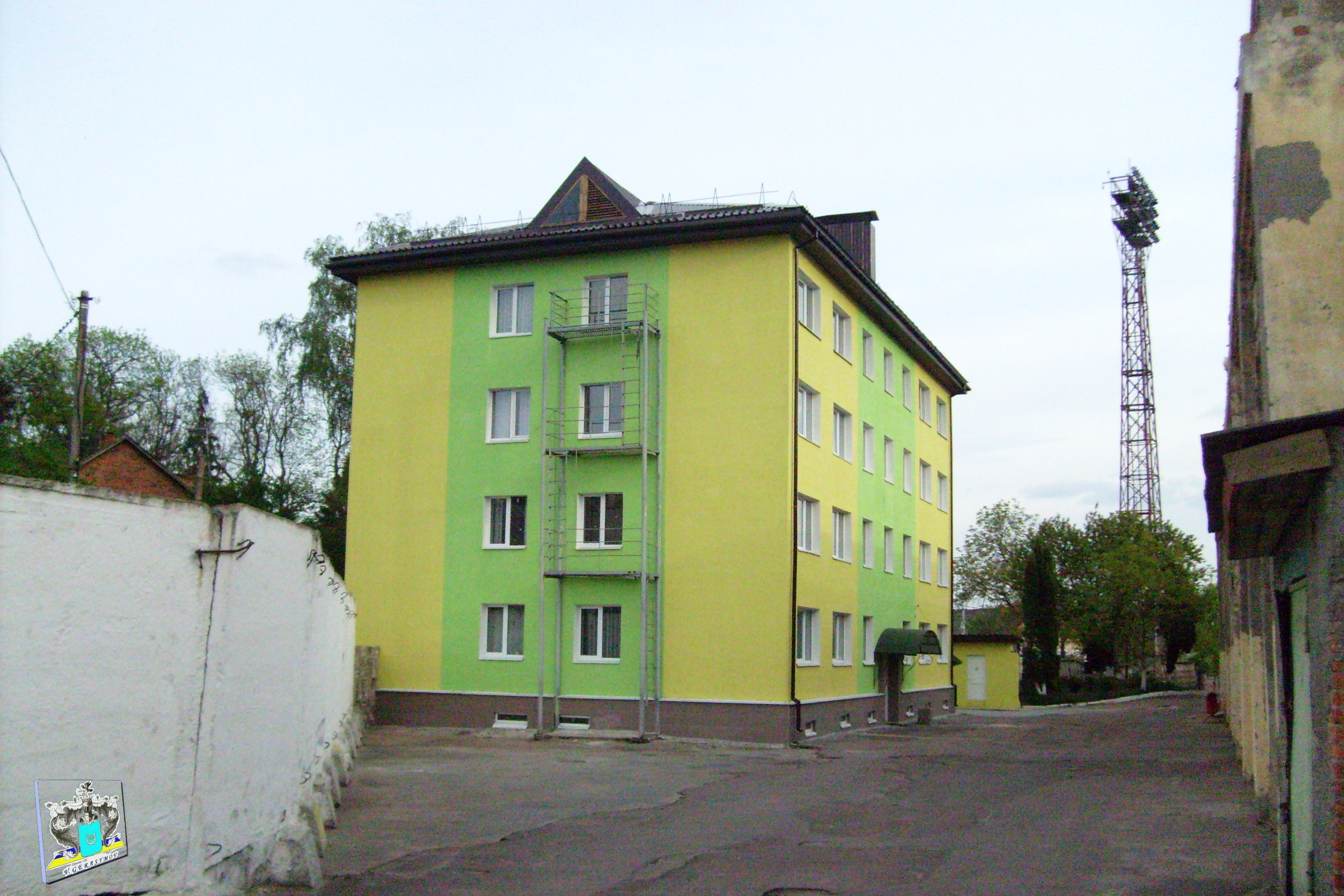
Отель «Спортивный» на территории стадиона

## Ссылка
- Профиль стадиона на сайте «wikimapia»
- asfaltu / В Житомире на стадионе «Полесье» монтируют конструкцию под навес и заключают финальный слой асфальта. http: //uprom.info/. Национальный промышленный портал (21 октября 2018). Дата обращения: 21 октября 2018.